# 1978 (szám)
Az 1978 (római számmal: MCMLXXVIII) az 1977 és 1979 között található természetes szám.

## A matematikában
A tízes számrendszerbeli 1978-as a kettes számrendszerben 11110111010, a nyolcas számrendszerben 3672, a tizenhatos számrendszerben 7BA alakban írható fel.
Az 1978 páros szám, összetett szám, szfenikus szám. Kanonikus alakja 21 · 231 · 431, normálalakban az 1,978 · 103 szorzattal írható fel. Nyolc osztója van a természetes számok halmazán, ezek növekvő sorrendben: 1, 2, 23, 43, 46, 86, 989 és 1978.
Az 1978 egyetlen szám valódiosztóösszeg-függvényeként áll elő, mely a 3422.